# Santana do Mundaú
Santana do Mundaú é um município brasileiro do estado de Alagoas. Sua população no último censo em 2010 era de 10.961 habitantes.

## Cultura
O município de Santana do Mundaú é conhecido como "A terra da Laranja Lima" por ser o maior produtor e maior importador da fruta no estado de Alagoas. O município também é um celeiro de poetas populares. Entre eles destacam-se o repentista Everaldo Caetano com mais de 30 anos de ofício. O poeta com sua viola faz cantorias na região do Vale do Mundaú com outros cantadores e prende a atenção de todos com seus versos improvisados. Outro nome da poesia na cidade é Cicero Manoel, um cordelista jovem que tem se destacado na mídia alagoana nos últimos anos. Cicero Manoel é autor de inúmeros cordéis, muitos já publicados em folhetos. Em 2014 o poeta editou seu primeiro livro intitulado "Versos de um cordelista". Outro grande artista da cidade é o cantor forrozeiro Arany do Gado, que tem se destacado e conquistado fãs  na zona da mata alagoana com seus forrós de vaquejada.

## Etimologia
"Mundaú" é um termo da língua tupi que significa "Rio dos Ladrões", através da junção dos termos mondá ("roubar") e  'y  ("água").

## Economia
O município é conhecido por ser um forte produtor de laranja para exportação.  A agricultura familiar também é bastante expressiva no município. O município e um potencial produtor de banana comprida devido sua localização geográfica.

## Comunicação
A cidade tem retransmissores dos seguintes canais de TV aberta: 04 - TV Novo Tempo, 08 - TV Pajuçara (Record), 10 - TV Alagoas (Sbt) e 13 - TV Gazeta (Maceió) (Globo). Não possui nenhuma emissora de rádio FM. Possui cobertura de telefonia fixa pela Oi e  telefonia móvel pela Vivo, com sinal 3G. É possível também utilizar serviços de voz e SMS das operadoras Oi, Claro e Tim através de Roaming (parceria entre as operadoras que possibilita acesso ao serviço de uma operadora na área de cobertura da outra). A internet banda larga é proporcionada pela Oi  Velox, Zumbi Net e Veloo Net.

## Bandeira
A bandeira municipal foi feita por Adeilda Jeronimo Cardoso e Rodrigues[carece de fontes?].